# جون بليك (مدير فني)
جون بليك (بالإنجليزية: John Blake)‏ هو مدرب ولاعب كرة قدم أمريكية أمريكي، ولد في 6 مارس 1961 في روكفورد في الولايات المتحدة.